# 開展境內個人直接投資境外證券市場試點方案
《开展境内个人直接投资境外证券市场试点方案》俗稱為港股直通车、港股自由行，是中華人民共和国政府开放中国大陆境内个人直接对外证券投资业务试点。居民个人可在试点地区通过相关渠道，以自有外汇或人民币购汇直接对外证券投资。而境外目标地暂定为香港。

## 背景
港股直通车，这一政策最初的设想来源于天津滨海新区与中银国际的业务交流，双方提出由中国银行开办这一业务。

## 日程
1. 2007年8月下旬，中国国家外汇管理局宣布《开展境内个人直接投资境外证券市场试点方案》，开放中国散户资金自由行投资香港股票，人称「港股直通车」，试点初期只在天津。
2. 次日，传媒报导，内地投资人湧往中国银行天津分行，查询及开户。 香港恒生指数急升。
3. 2007年10月26日星期五，恒生指数突破三万点，以30,405点收市。
4. 2007年11月4日，国务院总理温家宝发言，暂缓实行该方案。次日11月5日星期一，恒生指数急跌1526点，收28,942点。 [1]

## 暂停原因
国务院总理温家宝向香港传媒暗示“直通车”短期不会启动，主要是有四大考虑：国内自由资金流动的法规监管、资金流入对香港及内地市场的影响、向内地股民进行风险教育，以及咨询各方意见，以免内地资本市场出现大波幅及影响港股稳定。
外界一向认为，中央政府一直不开动「直通车」，是基于内地人缺乏投资教育，盲目入市都可以赚钱，若投入完全陌生的境外市场，随时接来港股的「火棒」，就会造成亏损。

## 传重提计划
2008年1月末，内地多份主要报章昨日刊载外汇管理局官员的访问，提到正研究个人境外直接投资管理，被市场诠释为内地将于短期之内「排洪」，憧憬港股直通车快在落实，刺激恒指及相关受惠股份饱受美国次级按揭问题的港股从大跌市中大幅抽升。东亚银行主席李国宝指「直通车」2008年4月至5月有望开通。不过，中国内地外管局否定「直通车」传闻，称现在还在考虑可行性问题，还没有考虑到时间表问题。2010年3月10日，天津市市长黄兴国介绍，天津市在港股直通车等创新金融领域做了大量基础工作，不过目前港股直通车没有立即启动迹象，港股直通车问题仍在研究当中。2011年3月11日，天津市市长黄兴国表示，天津市已经做好准备，正在等待国家批复。

## 相关
- QDII
- A股
- H股
- 洗黑钱
- 沪港通
- 深港通